# 灰湯鎮
灰湯鎮（かいとうちん）は中華人民共和国湖南省長沙市寧郷市の鎮。

## 歴史
古代、灰湯鎮は荊州新陽県の管轄に属する。
1960年、灰湯供銷社を設立。
1971年、「灰湯公社」に改称。
1980年、「灰湯鎮」に改称。
2015年、旧制灰湯鎮、楓木橋郷、偕楽橋鎮を母体に新制「灰湯鎮」として発足。

## 経済

### 名物・特産品
- 温泉

## 地理
灰湯鎮は寧郷市の中部に位置し、西北は老糧倉鎮と、西南は流沙河鎮と、北は双鳧鋪鎮と、北東は資福鎮と、南及び南東は金薮郷とそれぞれ接している。
- 河川：烏江
- 山：東騖山
- ダム湖：東騖水庫、洞庭水庫

## 交通

### 道路
- 県道：寧灰線

## 観光
- 灰湯温泉
- 高山寺
- 隆興庵
- 桃花谷

## 出身有名人
- 蔣琬：三国時の政治家。
- 王凌波：革命家
- 秦厚修：中華民国総統の馬英九の母親。